# Naučná stezka Zásmuky–Kouřim
Naučná stezka Zásmuky - Kouřim byla naučná stezka, která vedla ze Zásmuk do Kouřimi. Většina trasy kopírovala Vavřinecký potok (Výrovka). Otevřena byla v roce 1987 zásluhou okresního muzea v Kolíně, v roce 2011 však byla zřizovatelem bez náhrady zlikvidována. Její celková délka byla cca 9 km a na trase se nacházelo 11 zastavení.

## Vedení trasy
Trasa začínala v Zásmukách na Komenského náměstí, kde u autobusové zastávky byl úvodní panel. Odtud pokračovala Riegrovou ulicí a posléze odbočovala vpravo do Barákovy ulice (po silnici směr Plaňany a Svojšice) a po pravé straně kolejí k nádraží. Tady se napojila na žlutou turistickou značku a spolu s ní odbočila provalenou zdí vlevo do lesa, do míst bývalé bažatnice. Pokračovala podél kamenné zdi až k jejímu konci, kde se zacházela druhá zastávka (Zásmucká bažantnice). Po průchodu bažantnicí zabočila vlevo a pokračovala na křižovatku cest, kde zamířila doprava ke třetí zastávce (Tůně a jejich obyvatelé), následně k lesu a v něm vlevo do údolí. Po mostku přešla přes Špandavu a poté po úbočí k cestě, na níž se dala vlevo a pokračovala mezi Výrovkou a železniční tratí Zásmuky - Bošice, na kterou se na chvíli připojila. Po cestě prošla lesem až na okraj, kde na křižovatce lesních cest bylo další zastavení (Vlčí důl I), následně sestupovala do údolí a před příchodem ke kamennému mostu u Toušic se nacházelo 5. zastavení (Vlčí rokle II), další pak bylo přímo u kamenného mostu (Toušické prahy). Asi 20 metrů od tohoto panelu jsou viditelné zbytky po tvrzi. Mezi domy postupně sestoupila do obce, kde se nejprve napojila vlevo na silnici od Mlékovic a posléze odbočila opět vlevo na silnici do centra obce a po lávce přes Výrovku až k rozcestníku, kde opustila žlutou značku a pokračovala spolu s modrou značkou. Od rozcestí pokračovala po silnici na Malotice, ovšem kousek za obcí odbočila doprava a polní cestou pokračovala přes pole k lesíku, podél něho, následně znovu přes pole k chatám u lesa. Zde se stáčela mimo modrou značku k rybníku Strašík, nad jeho břehem zatočila vlevo a nad hrází zpátky k modré značce, kde u napojení bývalo další zastavení (Rybník Strašík). Následně procházela lesem do malé chatové osady, kde u mlýna Pášov bývala další zastávka (Výrovka). Po krátké cestě podél Výrovky dorazila stezka k bílé hranolovité stavbě, kde se nacházelo již 9. zastavení (Geologie okolí naučné stezky), a dále okolo hradiště Kouřim III k budovám u mlýna Bukačov, kde zabočila vlevo do kopce, opustila asfaltovou silnici a pokračovala po okraji louky. Následně sestupovala k bývalému náhonu, po betonové lávce přes něj, kousek podél něj a znovu po lávce přes náhon na druhou stranu a pokračovala cestou mezi skalním srázem (s hradištěm Kouřim II) a potokem s náhonem. Asi po půl kilometru dorazila do Kouřimi, kde na křižovatce u potoka bylo další zastavení (Vzrostlá zeleň a její funkce). Následovala poslední pasáž cesty. Stezka zabočila vlevo a po silnici pokračovala do centra města. Nejprve vedla ulicí Na Schodech, následně přes Ptačí ryneček ke kostelu sv. Štěpána na Mírové náměstí, kde bylo poslední zastavení (Úvodní panel, Kouřim).